# BlackBerry OS
BlackBerry OS és un sistema operatiu mòbil desenvolupat per BlackBerry per a la seva línia de dispositius de mà i telèfons intel·ligents. El sistema operatiu proporciona multitasca i és compatible amb dispositius d'entrada especialitzats que han estat adoptades per BlackBerry Ltd per al seu ús en els seus dispositius de mà, sobretot amb la roda, roda de desplaçament, i més recentment, el trackpad i la pantalla tàctil.

## Característiques
El SO BlackBerry està clarament orientat al seu ús professional com a gestor de correu electrònic i agenda. Des de la quarta versió es pot sincronitzar el dispositiu amb el correu electrònic, el calendari, tasques, notes i contactes de Microsoft Exchange Server, a més és compatible també amb Lotus Notes i Novell GroupWise.
BlackBerry Enterprise Server (BES) proporciona l'accés i organització del correu electrònic a grans companyies identificant cada usuari amb un únic BlackBerry PIN. Els usuaris més petits compten amb el programari BlackBerry Internet Service, programa més senzill que proporciona accés a Internet i a correu POP3 / IMAP / Outlook Web Access sense haver d'usar BES.
Igual que en el SO Symbian desenvolupadors independents també poden crear programes per BlackBerry però en el cas de voler tenir accés a certes funcionalitats restringides necessiten ser signats digitalment per poder ser associats a un compte de desenvolupador de RIM .